# Cinninae
Cinninae, podtribus trava, dio tribusa Poeae. Sastoji se od pet rodova od kojih je tipičan, i najrasprostranjeniji rod Cinna (Sjeverna Amerika, Rusija, Skandinavija, sjeverozapadni dijelovi Južne Amerike
Jednogodišnje raslinje ili trajnice.

## Rodovi
1. Cyathopus Stapf (1 sp.)
2. Cinna L. (3 spp.)
3. Simplicia Kirk (3 spp.)
4. Cinnastrum E. Fourn. (1 sp.)
5. Aniselytron Merr. (5 spp.)